# Stella Hudgens
Pour les articles homonymes, voir Hudgens.
Stella Hudgens, née le 13 novembre 1995 à San Diego (Californie), est une influenceuse et modèle OnlyFans américaine.

## Biographie
Née à San Diego en 1995, Stella Teodora Hudgens est la benjamine de Gina Guangco (née le 18 novembre 1960), employée de bureau puis femme au foyer, et de Gregory Hudgens (22 juin 1950 - 30 janvier 2016), pompier de profession. Elle a grandi le long de la côte ouest des États-Unis, entre l'Oregon et la Californie du Sud, avec ses deux parents et sa sœur aînée, Vanessa Hudgens (née en 1988). Sa mère est originaire de Mindanao et a émigré aux États-Unis en 1985, à l'âge de 25 ans, peu avant d'épouser Greg Hudgens. Elle est également d'ascendance irlandaise, française et amérindienne du côté de son père. Ses grands-parents maternels et paternels étaient musiciens. 
Stella a fait ses débuts en tournant dans de nombreuses publicités telles que McDonald's ou encore Sears, Roebuck and Company. En 2006, elle a fait une brève apparition dans le film High School Musical dans lequel sa sœur tenait le rôle principal. Cette même année, elle a joué dans le clip de sa sœur, Come Back to Me. En 2007, elle a fait une brève apparition à la fin du film High School Musical 2. En 2008, elle a tourné un film avec Alyssa Milano, Single With Parents, mais le film n'a jamais été diffusé. En 2011, elle a posé pour le magazine américain, Teen Vogue. En 2012, elle est apparue dans un épisode de l'émission Punk'd : Stars piégées avec sa sœur et Lucy Hale.
En janvier 2018, elle devient influenceuse en créant son propre blog, baptisé "Tête-à-tête", qu'elle finira par supprimer quelques années plus tard. En février 2022, Stella ouvre un compte OnlyFans et poste régulièrement des photos et vidéos dénudées d'elle-même.

## Vie privée
Durant son adolescence, Stella Hudgens a été la petite-amie de Dylan Efron (né le 6 février 1992), le frère cadet de Zac Efron, puis du chanteur australien Cody Simpson, ainsi que du rappeur et acteur Jaden Smith - qui évoque d'ailleurs leur rupture dans la chanson Starry Room (2012). De 2013 à 2015, elle a fréquenté l'acteur Alec Holden (né le 8 juin 1995). 
À partir de mai 2017, elle partage la vie de l'acteur Eric Unger (né le 22 novembre 1998), le frère cadet de Billy Unger. Ils emménagent ensemble à Los Angeles en juillet 2018, puis ils se fiancent en décembre 2020. Cependant, le couple se sépare en juin 2022 après cinq ans de relation.

## Filmographie
- 2002 : American Family : Dora, plus jeune (2 épisodes)
- 2004 : According to Jim : Annie (1 épisode)
- 2006 : High School Musical : Brève apparition
- 2007 : High School Musical 2 : Brève apparition
- 2007 : The Memory Thief : Amanda (film)
- 2007 : Deeply Irresponsible : Kate (téléfilm)
- 2008 : Single With Parents : Teri Jo (téléfilm)
- 2015 : Mr Hollywood : Everlast (film)
- 2015 : Une proie facile : Janelle (téléfilm)
- 2016 : Smoky Knights : Amy (1 épisode)
- 2017 : Powerless : Emma (1 épisode)
- 2020 : Players : Nikki (5 épisodes)